# Atriplex transsilvanica
Atriplex transsilvanica är en amarantväxtart som beskrevs av Philipp Johann Ferdinand Schur. Atriplex transsilvanica ingår i släktet fetmållor, och familjen amarantväxter. Inga underarter finns listade i Catalogue of Life.